# トゥーリーレイク戦争移住センター

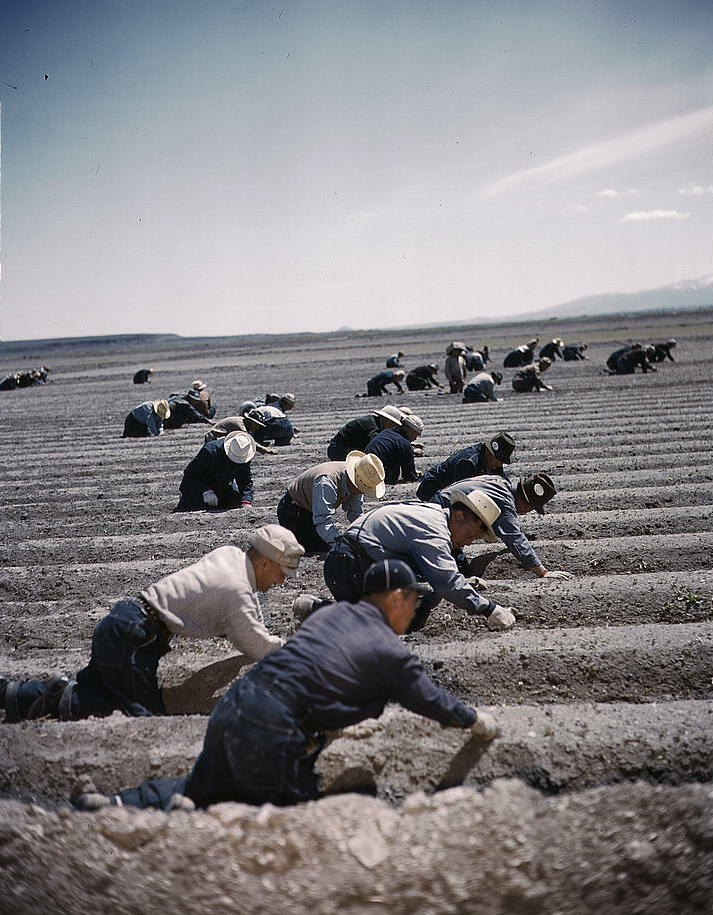
セロリを植える被抑留者

トゥーリーレイク戦争移住センター（Tule Lake War Relocation Center、現 トゥーリーレイク分離センター国定史跡 Tule Lake Segregation Center National Monument）は、第二次世界大戦時にアメリカ合衆国カリフォルニア州北部トゥーリー湖（Tule Lake）近郊にあった日系アメリカ人収容所。

## 概要
アメリカ合衆国への忠誠や、アメリカ軍人として戦うことを拒むなど、特に「反米的」であるとされた日系アメリカ人たちが強制的に収容された。
1945年、日本が降伏し、第二次世界大戦が終わった後、各地の日系人収容所は閉鎖され、日系アメリカ人は（何の保障も謝罪もないまま）「解放」されたが、トゥーリーレイクの収容者たちは1946年になるまで「解放」されなかった。
日系人の間では「鶴嶺湖」の表記が当てられる事もあった。

## 著名な被抑留者
- ヤマト・イチハシ（Yamato Ichihashi） 被抑留経験を執筆
- パット・モリタ（Pat Morita） 俳優
- ジェームズ・K・オークボ（James K. Okubo） アメリカ陸軍第442連隊戦闘団衛生五等特技兵。名誉勲章受章者
- ジョージ・タケイ（George Takei）　 俳優
- 山下宅治（Takuji Yamashita）  公民権運動家
- ジョセフ・クリハラ（Joseph Kurihara）　第一次世界大戦に従軍した元陸軍衛生兵
- ジミー・テルアキ・ムラカミ
- マンジョウ・ミヤタ、ベティ・ミヤタ　NASCAR王者カイル・ラーソンの祖父母にあたる

## 参照
1. ↑  National Park Service (23 January 2007). "National Register Information System". National Register of Historic Places. National Park Service. {{cite web}}: Cite webテンプレートでは|access-date=引数が必須です。 (説明)
2. ↑  NHL Summary
3. ↑  “トゥーリーレイク収容所での経験を語る” (PDF).  ユニオン・バンク. 2015年11月20日閲覧。

## 文献
- To the Stars: The Autobiography of George Takeiジョージ・タケイ自伝
- "The Climate of the Country" by Marnie Mueller.  http://www.curbstone.org/bookdetail.cfm?BookID=67